# Tulbaghia tenuior
Tulbaghia tenuior là một loài thực vật có hoa trong họ Amaryllidaceae. Loài này được K.Krause & Dinter miêu tả khoa học đầu tiên năm 1910.